# Tajuria obscuratus
Tajuria obscuratus är en fjärilsart som beskrevs av Ribbe 1926. Tajuria obscuratus ingår i släktet Tajuria och familjen juvelvingar. Inga underarter finns listade i Catalogue of Life.